# Halles de Brienne-le-Château
Les halles de Brienne-le-Château sont des halles situées sur la commune de Brienne-le-Château, dans le département de l'Aube, en France.

## Localisation
Elles se trouvent à l'ouest du centre-ville, à proximité du château.

## Historique
L'édifice est mentionné dès 1270, l'actuelle construction datant du XVIe siècle.
Vers 1760, les habitations qui l'entourent sont détruites afin d'en faciliter l'accès.
L'édifice est classé au titre des monuments historiques par décret du 30 novembre 1930.

## Description

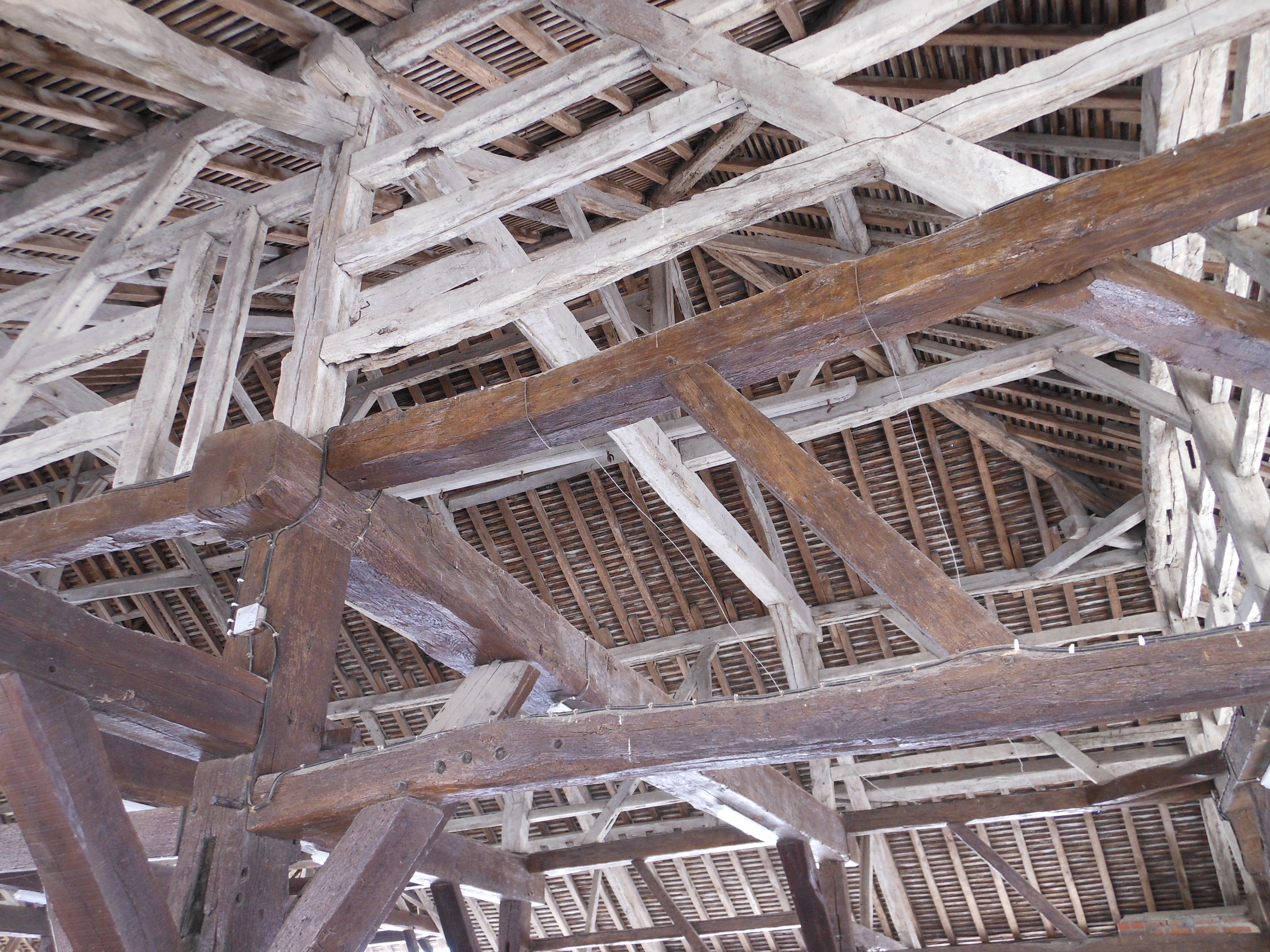
La charpente.

Ce sont des halles en bois dotées d'une imposante charpente

## Valorisation du patrimoine
Les halles reçoivent le marché le jeudi.

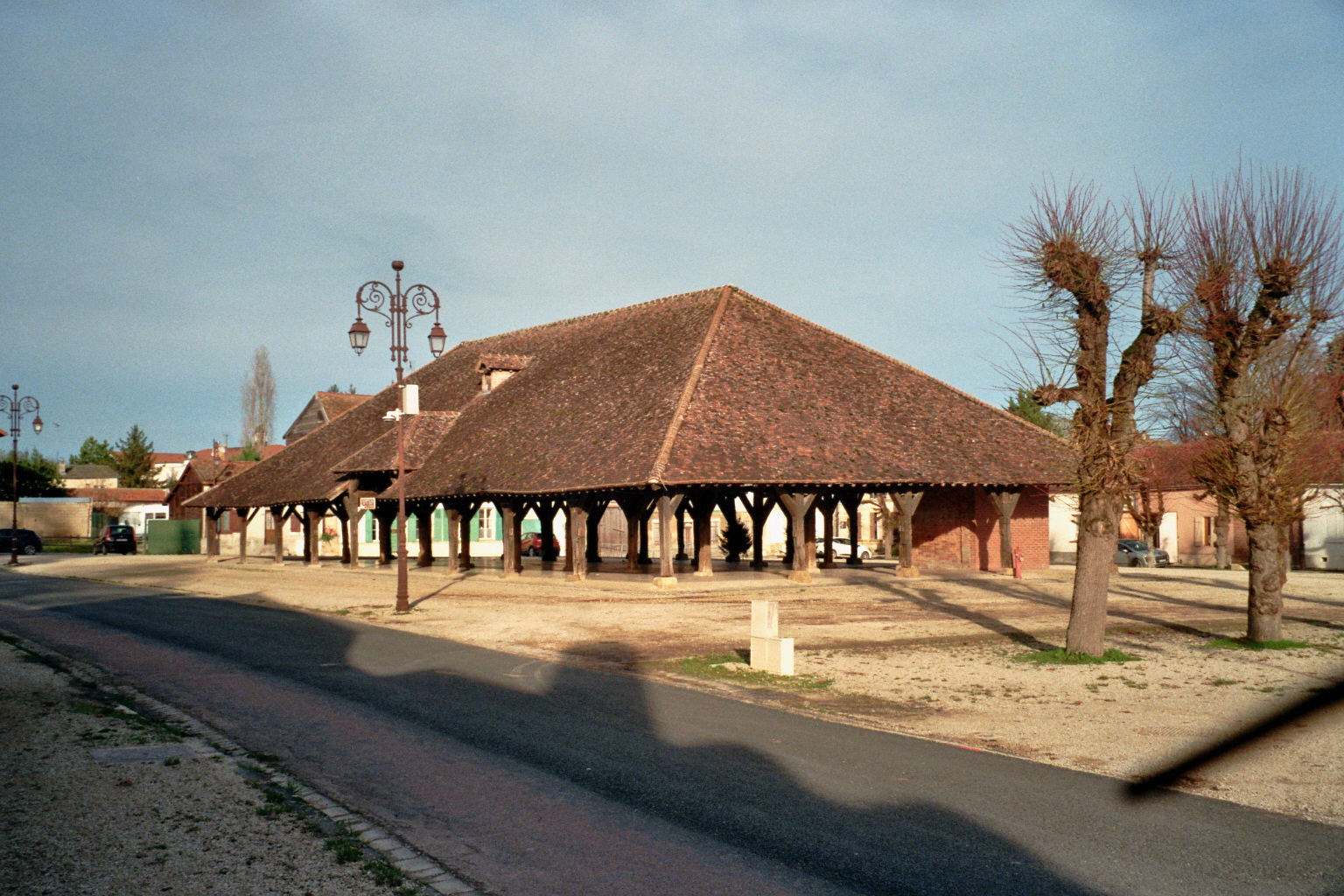
Vue d'ensemble des halles de Brienne-le-Château.